# スワーダ・アル・ムダファーラ
スワーダ・アル・ムダファーラ（アラビア語: سعاد بنت محمد بن عبدالله المظفر Suʿād binti Muḥammad bin ʿAbdullāh al-Muẓaffar、英語: Suad Mohammed Abdullah Al-Mudhaffar）は、オマーンのアザン・ビン・ケイス・プライベートスクールの創立者にして元校長。ライフコーチ、教育アドバイザー。日本生まれでオマーンに帰化した日系オマーン人一世。
旧名は森田美保子。

## 略歴
東京都立川市で生まれた。藤村女子中学校・高等学校を卒業。琴、茶道、華道の免許を持っていたことで白羽の矢が立ち、1979年に文化使節団の一員として建国式典開催中のオマーンを訪問。その後、「オマーンの女性に日本の心を教えて欲しい」とのことで再び招待されてオマーンに留まり、ムスリム（イスラム教徒）に改宗。その後オマーン人男性のプロポーズを受けて1983年に結婚し、国籍、名前を変えた。
イスラム教への改宗はすんなりと終わったが、日本国籍の名前を変えることにはやや難儀した。通例、改宗のみを理由にした日本国籍の名前変更は出来ず、女性が外国人男性と結婚して名前を変える場合でも、日本名を残し相手の氏名だけが加えられた。当時、氏名すべての変更は前例がなく、日本では許可されていなかった。そこで彼女は氏名変更手続きを家庭裁判所に申し立て、まずフルネームをアラビア語のムスリム名であるスワーダ・ビント・モハメッド・ビン・アブドゥラ・アル・ムダファーラに変えて、それからオマーン国籍を取得するという手順を踏んだ。このように変則的な手段を取った理由は、オマーン国籍を取得するための前提条件としてムスリムでなければならないからである。「スワーダ」という名は、ムフティー（法解釈の権限を持つイスラーム法学者）が彼女に与えた。「ビント・モハメッド・ビン・アブドゥッラー」とは、「預言者ムハンマド（ムハンマド・ビン・アブドゥッラー）の娘（ビント）」の謂いであり、カーブース・ビン・サイード国王（当時）の下で法務を執り行うムフティーたちの頂点に立つ大ムフティーが、彼女のために与えた格式ある名前である。
1990年、働いて貯めた全ての金をつぎこんでアザン・ビン・ケイス・プライベートスクールを開校し、2010年3月までの21年間、同校の校長として活躍した。幼稚園児として開校初年度に入学した1期生5名のうち1名は同校を卒業した後立命館大学に留学しており、2009年に訪日したスワーダ校長に会っている。
上記プライベートスクールでの活動を中心としたオマーンへの貢献により、ニューズウィークの「世界が尊敬する日本人100人」の一人として選ばれた。校長を辞めてからも、青少年の育成を目的としたライフコーチ、教育アドバイザーとして活動している。更に2011年3月10日、Northwest Asian Weekly より「10 female leaders who've made a big difference in the last year」（年を変えた世界の女性リーダー10人）に世界で活躍する女性と共に選ばれた。日本での講演依頼などは、所属事務所ハブ・マーシーを通して引き受けている。

## アザン・ビン・ケイス・プライベートスクール
アザン・ビン・ケイス・プライベートスクール（アラビア語: مدرسة عزان بن قيس العالمية、英語: Azzan Bin Qais International School, ABQIS）は、日系オマーン人女性のスワーダ・アル・ムダファーラが1990年にオマーンの首都マスカットに創立した私立学校で、幼稚園児から12年生（英語の Grade 12。1947年度以後の日本の学制では高校三年生に相当）のオマーン人子女に国際的な教育を授けることを目的とした男女共学校である。アラビア語と英語のバイリンガル教育を特徴とする。日本語で一般的に言われる「インターナショナル・スクール」とは異なり、在オマーン外国人の子女ではなく主にオマーン人子女を教育対象としている点に注意。
学校の名は、明治初年頃にマスカット・オマーン（現オマーン）を統治していた信仰篤きイマームであり、ハイサム・ビン・ターリク国王の先祖でもあるアッザーン・ビン・カイス・ビン・アッザーンにちなみ、オマーン文部省から賜ったものである。これを日本で例えるならば、日本に帰化して数年しか経っていない元外国人が創立する私立学校の名に歴代天皇の名前を与えることに相当する栄誉であり、まさに破格の厚遇であったと言えよう。
創立の初年度に集まった児童は幼稚園児5名のみで、それは私立学校と言うより私立幼稚園や寺子屋と呼ぶ方が相応しい規模であった。しかし、スワーダ校長は粘り強く時間をかけてオマーン政府の期待に応えた。Windows 95の発売より4年前、まだPCが普及していなかった1991年の時点で幼稚園児から英語でコンピュータを学ばせるなど、先見的な教育を取り入れた。現地語と英語のバイリンガル教育に加えて、国際的な大学入学資格やコンピュータ、会計などの国際資格の取得実績を積み重ねるなど質の高い教育を授けることはもとより、毎朝生徒全員と握手して声をかけ、校長室もオープンにして相談に乗るスワーダ校長の姿勢などが生徒の信頼を集め、2003年には幼稚園児から12年生（高校三年生）までの500名が学ぶ大所帯に成長し、2010年3月には生徒数813名を数えるに至った。
創立者で初代校長のスワーダ・アル・ムダファーラは、2010年3月まで校長を務めていた。2016年11月現在の校長は、アンドレ・ネル (André Nel)。

### ABQIS公式サイト
- ABQIS School （英語）
- AZZAN BIN QAIS. (@azzanbinqais) - X（旧Twitter） （英語） （アラビア語）
- Azzan Bin Qais International School (AzzanBinQaisInternationalSchool) - Facebook （英語） （アラビア語）

## 著作

### 自著
- 『校長先生、大好き!: アラビアのオマーン王国に学校をつくった日本女性の物語』（求龍堂、1997年） ISBN 978-4763097118　※スワード・アル・ムダファーラ名義
- 『砂漠に創った世界一の学校: 学力世界ナンバーワンの生徒を育てた日本人女性校長、涙のビジネス戦記』（アスペクト、2009年） ISBN 978-4757216372

### 他の作家による評伝
- 伊藤香苗『スワーダ: アラビアで校長になった日本人女性』（朱鳥社、2001年） ISBN 978-4434014253

## 出演

### テレビ
- 海外で活躍する日本人女性（テレビ東京、2000年）[2]
- 「遠くにありてにっぽん人」生徒の笑顔は宝物　～オマーン女性校長先生～ （NHK、2004年）[12]
- あいのり（フジテレビ、2005年）[13]
- 英語でしゃべらナイト（NHK、2007年）[2]
- ザ・ワイド（日本テレビ、2007年）[2]

### ラジオ
- 地球ラジオ（NHK、2007年）[2]、同番組（2013年）[14]
- 大沢悠里のゆうゆうワイド（TBSラジオ、2007年）[2]
- ラジオビタミン（NHKラジオ第一、2010年）[15]
- 上柳昌彦 ごごばん!（ニッポン放送、2011年）[16]
- 垣花正 あなたとハッピー!（ニッポン放送、2012年）[17]
- くにまるジャパン（文化放送、2012年）[18]
- wktkラヂオ学園サタデー（NHK、2012年）[19]
- 峰竜太のミネスタ（ラジオ日本、2013年）[20]

### 講演
- 公益財団法人国際文化会館主催 2007年2月2日～2月9日 全国6ヶ所

　　「海外から見た日本の教育」

　　「海外に学ぶ多文化共生 オマーンの二ヶ国語教育」

　　「アラビア半島から日本を見る　～オマーン人として生きる日本人校長先生～」

　　「アラビア半島から日本の教育を問う」
- LDPウィメンズ・フォーラム2012　自由民主党本部9階

　　「教育を考える会・乗り越える力」
- グローバル人財養成セミナー2013　2013年11月16日～11月17日　三沢市国際交流教育センター

　　「困難＝チャレンジ　チャレンジ＝困難」